# Buj (település, Oroszország)
Buj (oroszul: Буй) város Oroszország Kosztromai területén, a Buji járás székhelye.
Lakossága: 25 763 fő (a 2010. évi népszámláláskor).

## Fekvése
Kosztromától 103 km-re északkeletre, a Kosztroma folyó partján, a Vjoksza mellékfolyó torkolatánál fekszik. Vasúti csomópont a transzszibériai vasútvonal északi ágán. Itt csatlakozik a transzszibériai vasútvonalhoz a Szentpétervár–Vologda–Buj vasútvonal.

## Története
1536-ban erődítményként alapították a kazanyi tatárok elleni védekezésül. Forgalmas kereskedelmi útvonalak találkozásánál jött létre. Az akkor még hajózható Vjoksza Galics várossal, a Kosztroma folyó pedig a Volgával teremtett vízi úton kapcsolatot. A 17. század elején, a zűrzavaros időkben lengyel csapatok pusztították. Előbb 1778-ban (1796-ig), majd 1802-ben ismét város és ujezd székhelye lett a Kosztromai kormányzóságban. Lakói főként zöldségtermesztéssel és faúsztatással foglalkoztak.
Erődje a 18. század második felére elvesztette védelmi szerepét. Helyén az 1781-ben készült városrendezési tervnek megfelelően új városközpont épült. A város életét meghatározó változást hozott a 20. század elején épített ún. Északi Vasútvonal megnyitása (1906 végén), ami hatással volt más ágazatok, kezdetben inkább csak a fafeldolgozó ipar megjelenésére is. 

## Gazdaság
A szovjet korszakban a vasút és a kiszolgáló létesítmények szerepe megnőtt. Emellett vegyipari és fafeldolgozó vállalatok, textil- és élelmiszeripari üzemek alakultak. 
Napjainkban a vasút mellett jelentősek vegyipari vállalatai: tisztítószerek, tűzoltóporok és -habok, fémfelületek kezelésére használt anyagok gyártása (Ekohim) és műtrágyagyára. Egyik korábbi nagy fafeldolgozó társasága (Bujleszprom) 2007-ben felszámolással megszűnt. Buj közelében régóta tervezik egy nagy kapacitású atomreaktor építését. Újabb elképzelések szerint a létesítmény a várostól kb. 5 km-re, a Kosztroma folyó partján épülne fel.
2008-ban a városban műjégpálya, 2010-ben 2 km hosszú, világítással ellátott sípálya nyílt. 